# Jean-Pierre Talbot
Jean-Pierre Talbot (Spa, Bélgica, 12 de agosto de 1943) es un actor y profesor belga.

## Biografía
Talbot nació el 12 de agosto de 1943 en la ciudad de Spa, Bélgica. 
Profesor de profesión, Talbot fue descubierto por casualidad por el asistente del productor André Barret mientras se desempeñaba como instructor de deportes en una playa de Ostende. Se destacó por su parecido físico con el personaje de Tintin, de quien se pretendía realizar una película. Le presentaron a Hergé, quién simpatizó con él inmediatamente. Maravilló al equipo responsable del rodaje de la película, y tomó clases para moverse y andar como Tintín.
Interpretó a Tintín en dos películas: Tintín y el misterio del Toisón de Oro (Tintin et le Mystère de la Toison d'or, 1961) y Tintín y el misterio de las naranjas azules (Tintin et les Oranges Bleues, 1964). En 1967, estaba programada realizarse una tercera película, que posteriormente se canceló.
Talbot no ha tenido otros papeles en películas, y se ha dedicado enteramente a la enseñanza desde 1965. Fue director de la Escuela Libre Rey Baudouin antes de retirarse. 
Sin embargo, en 2007, apareció en un documental televisivo de la RTBF conmemorando el centenario de Hergé, llamado Quelque chose en nous... de Tintin. Su autobiografía, J'étais Tintin au cinéma, recibió el Premio Saint-Michel en 2008.
Actualmente reside en Spa, Bélgica. Es un apasionado del tenis, el esquí y el canicross. Está casado y tiene una hija y 3 nietos.

## Filmografía
| Año  | Título                                 | Papel    | Notas                         |
| ---- | -------------------------------------- | -------- | ----------------------------- |
| 1961 | Tintín y el misterio del Toisón de Oro | Tintín   | Personaje principal           |
| 1964 | Tintín y las Naranjas Azules           | Tintín   | Personaje principal           |
| 1976 | Moi, Tintin (Yo, Tintin)               | Tintín   | Sin creditar                  |
| 2002 | Caméra café                            | Henri    | Episodio: Le fiancé de Jeanne |
| 2007 | Quelque chose en nous... de Tintin     | Él mismo | Documental televisivo         |